# 豬圈密碼

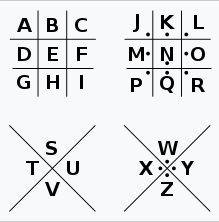
上圖，是豬圈密碼用符號与26个字母作的密碼配對。

豬圈密碼（英語：pigpen cipher），亦稱共濟會密碼（masonic cipher）或共濟會員密碼（Freemason's cipher），是一種以格子為基礎的簡單替换式密码。即使使用符號，也不會影響密碼分析，亦可用在其它替代式的方法。右邊的例子，是把字母填進格子的模樣。
早在1700年代，共濟會常常使用這種密碼保護一些私密紀錄或用來通訊，所以又稱共濟會密碼。

## 範例
若使用範例的關鍵字，則明文“X marks the spot”的加密結果將呈現如下：

## 注脚
1. ↑  Kahn, 1967, p.~772; Newton, 1998, p. 113

## 外部連結
- - The Elian Script （页面存档备份，存于），類似於以格子為基礎的藝術用密碼。
- Online Pigpen cipher tool （页面存档备份，存于），適合加密簡短訊息的線上工具。